# آمفی‌تئاتر رومی

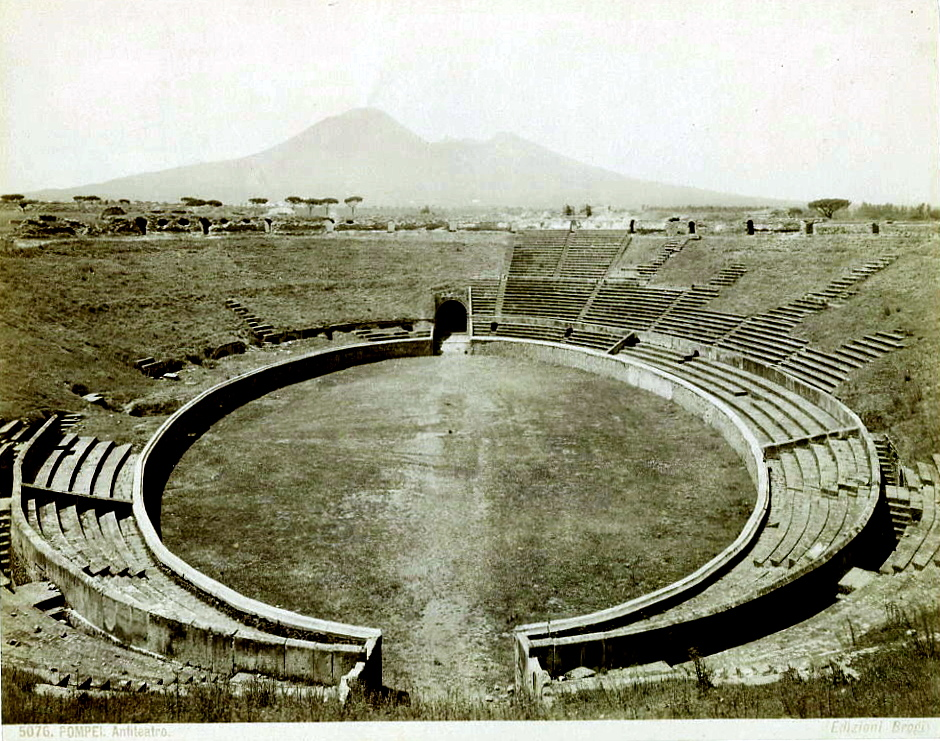
آمفی تئاتر پومپی، یکی از اولین آثار شناخته شده روم، در دهه ۱۸۰۰.

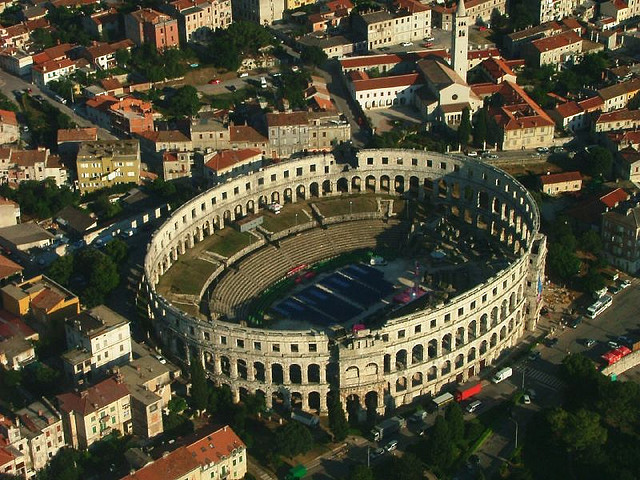
تماشاخانه پائولا در پوله، کرواسی.

آمفی‌تئاتر رومی (انگلیسی: Roman amphitheatre)، آمفی تئاترهایی هستند - سالن‌های بزرگ، دایره ای یا بیضی شکل با صندلی‌های بلند - ساخته شده توسط رومی‌های باستان. آنها برای رویدادهایی مانند مبارزه گلادیاتورها، جنگ با حیوانات (کشتار حیوانات) و اعدام مورد استفاده قرار می‌گرفتند. حدود ۲۳۰ آمفی تئاتر رومی در سراسر امپراتوری روم یافت شده‌است. آمفی تئاترهای اولیه از دوره جمهوری خواهان، نسبت به دوران امپراتوری شگفت انگیزتر شده‌اند.
آمفی تئاترها اغلب مستطیلی بوده و عمدتاً برای مسابقات اسب‌دوانی و استادیوم‌های ورزشی ساخته شده‌است. کلمه آمفی‌تئاتر به معنای " نمایش از همه طرف " است. به این ترتیب که به دلیل دایره‌ای یا بیضی شکل بودن آمفی تئاتر از تئاترهای نیمه دایره‌ای سنتی متمایز می‌باشد.

## اجزاء
آمفی‌تئاتر رومی متشکل از سه بخش اصلی است: حصار، عرصه و میدان، و محل نشستن. حصار آن متشکل از ردیف‌های متحد المرکز می‌باشد که یا توسط قوس‌های ساخته‌شده در چارچوب ساختمان ساخته می‌شوند، یا به سادگی از دامنه تپه کنده شده‌اند، یا با استفاده از مواد حفاری که در حین حفاری میدان مبارزه (صحن) استخراج شده بود، ساخته شده‌اند.
محل نشستن تماشاچیان به‌طور سنتی در سه بخش افقی، مطابق با طبقه اجتماعی تماشاگران سازماندهی شده‌بود:
- قسمت اول صحن کمترین قسمت است که به‌طور مستقیم در اطراف عرصه قرار داشت و معمولاً برای بخش‌های بالای جامعه در نظر گرفته می‌شد.
- قسمت دوم به‌طور مستقیم در ادامه آن است و مخصوص عموم مردم بود، گرچه عمدتاً برای مردان در نظر گرفته می‌شد.
- قسمت سوم بالاترین بخش است که معمولاً برای زنان و کودکان بود.

## نگارخانه

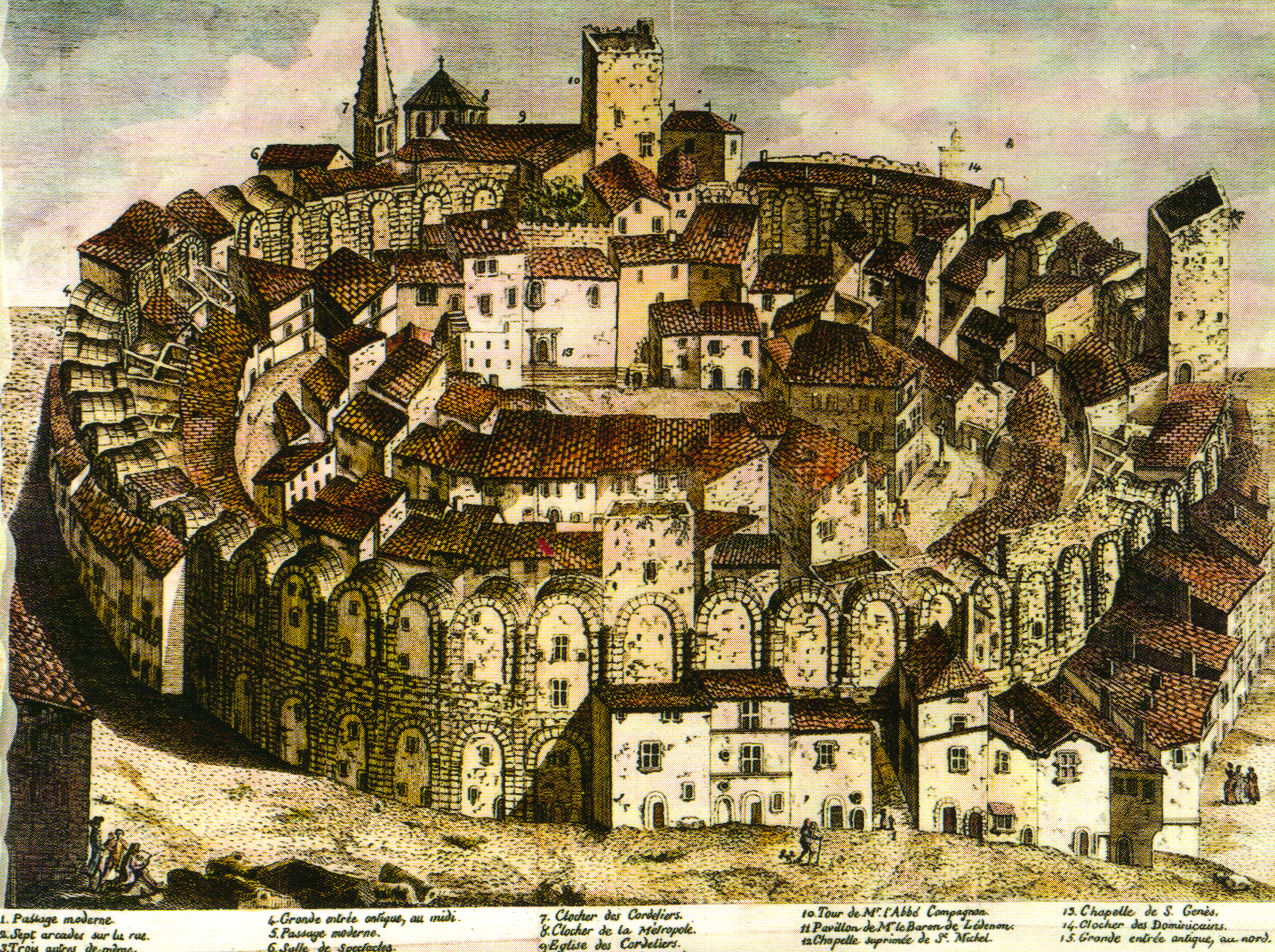
کاربری آمفی‌تئاتر آرل به‌عنوان یک دژ مستحکم، در سده هجدهم
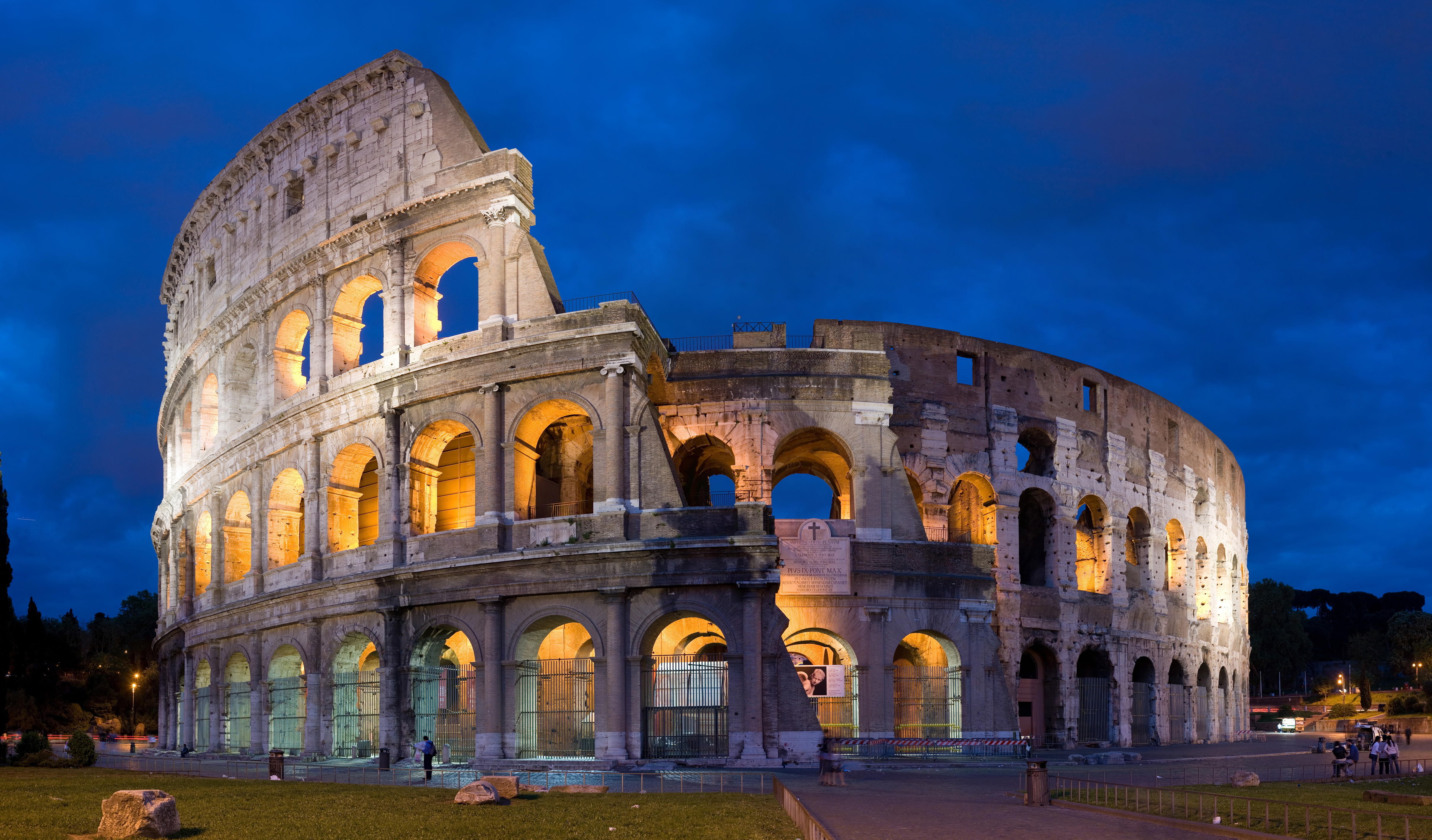
کولوسئوم در رم، ایتالیا
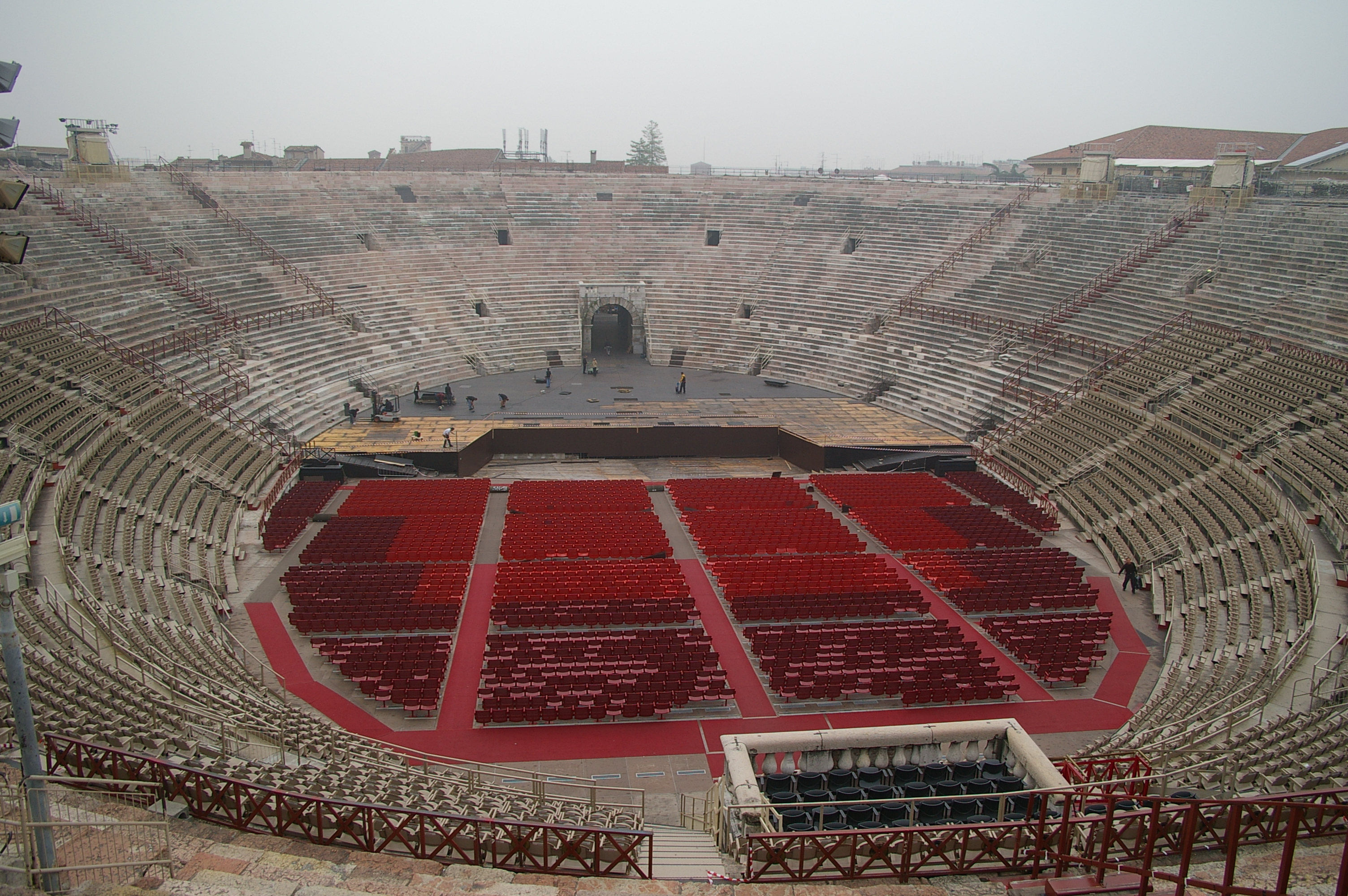
آمفی‌تئاتر ورونا
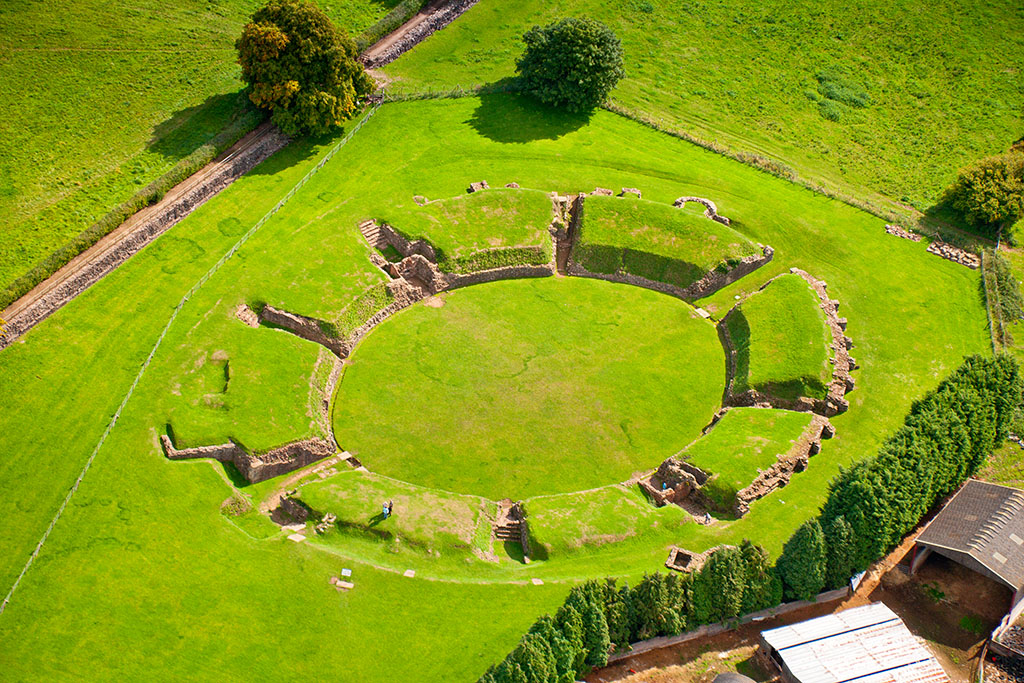
چشم‌انداز هوایی آمفی‌تئاتر کارلیون